# Pterogrammoides thaii
Pterogrammoides thaii är en tvåvingeart som beskrevs av Papp 1989. Pterogrammoides thaii ingår i släktet Pterogrammoides och familjen hoppflugor.
Artens utbredningsområde är Thailand. Inga underarter finns listade i Catalogue of Life.